# Joe Bar Team
Joe Bar Team – francuskia seria komiksowa stworzona przez Christiana Debarre’a (tworzącego pod pseudonimem Bar2) i realizowana przez różnych autorów. Ukazywała się w latach 1990–2014 nakładem wydawnictwa Vents d’Ouest. Po polsku dwa pierwsze tomy opublikowało wydawnictwo Motopol – Twój Komiks.

## Fabuła
Fabuła, utrzymana w humorystycznej konwencji, rozpoczyna się w latach 70. XX wieku i opowiada historię czterech motocyklistów, stałych bywalców baru Joe Bar. Spotykają ich komiczne sytuacje, które mogą trafić się każdemu właścicielowi dwóch kółek: brak benzyny, złe stosunki z kierowcami aut, tuning maszyn. Powracającym motywem są wspólne wyścigi.

## Postacie
- Joe – właściciel baru. Zwykle nie jeździ motocyklem, ale dwukrotnie pojawił się na maszynie Moto Guzzi. Jego specjalnością jest drink "Burn-Out", który przez bywalców baru jest wykorzystywany jako dodatek do paliwa.
- Edouard Bracame (w polskim tłumaczeniu: Ed Manetka) – właściciel Hondy CB750, a od drugiego albumu Hondy CB 1300 Big One. W gorącej wodzie kąpany miłośnik klasycznych motocykli, które nieustannie torturuje gadżetami i nowym paliwem (nitrogliceryno-metanol). Nienawidzi policjantów, młodocianych motocyklistów i Harleyów. Honda CB750 ze swoim mocnym 4-cylindrowym silnikiem w czasach, w których toczy się akcja, była szczytem nowoczesności, więc Ed gardzi sprzętem, który uważa za przestarzały.
- Guido Brasletti (w polskim tłumaczeniu: Gwidon Dukacki) – właściciel Ducati 750 Sport,  później Ducati 900SS.
- Jean-Raoul Ducable (w polskim tłumaczeniu: Jan-Paweł Korbowy) – właściciel Kawasaki 750 H2, później Suzuki GSX-R 750.
- Jean Manchzeck (w polskim tłumaczeniu: Jasiu Śruba) – właściciel Nortona Commando 850, później Triumph Daytona 900.

## Tomy
| Tom | Tytuł i rok wydania polskiego | Tytuł i rok wydania oryginalnego | Autorzy                                           |
| --- | ----------------------------- | -------------------------------- | ------------------------------------------------- |
| 1   | Joe Bar Team – tom 1 (2001)   | Joe Bar Team – tome 1 (1990)     | - scenariusz i rysunki: Bar2 (Christian Debarre)  |
| 2   | Joe Bar Team – tom 2 (2003)   | Joe Bar Team – tome 2 (1993)     | - scenariusz i rysunki: Fane (Stéphane Deteindre) |
| 3   |                               | Joe Bar Team – tome 3 (1995)     | - scenariusz i rysunki: Fane (Stéphane Deteindre) |
| 4   |                               | Joe Bar Team – tome 4 (1997)     | - scenariusz i rysunki: Fane (Stéphane Deteindre) |
| 5   |                               | Joe Bar Team – tome 5 (2003)     | - scenariusz i rysunki: Bar2 (Christian Debarre)  |
| 6   |                               | Joe Bar Team – tome 6 (2004)     | - scenariusz i rysunki: Fane (Stéphane Deteindre) |
| 7   |                               | Joe Bar Team – tome 7 (2010)     | - scenariusz: Pat Perna - rysunki: Henri Jenfèvre |
| 8   |                               | Joe Bar Team – tome 8 (2014)     | - scenariusz i rysunki: Fane (Stéphane Deteindre) |